# Ионин, Григорий Петрович
Григорий Петрович Ионин (1917—1982) — советский офицер, участник Великой Отечественной войны, командир 3-го стрелкового батальона 212-го гвардейского стрелкового полка 75-й гвардейской стрелковой дивизии 30-го стрелкового корпуса 60-й армии Центрального фронта, гвардии капитан, Герой Советского Союза (1943) , позднее — гвардии майор.

## Биография
Родился 4 ноября 1917 года в селе Усть-Чарышская Пристань (ныне Усть-Пристанского района) Алтайского края. Окончил 8 классов, работал лаборантом в Омском ветеринарном институте (по другим данным — сначала работал весовщиком, а с 1935 года — рабочим на Омской суконной фабрике).
В августе 1936 года по путевке комсомола направлен на учёбу в Омское военно-пехотное училище имени М. В. Фрунзе, которое закончил в 1939 году. Участник боёв на Халхин-Голе.
Сын - российский социолог Леонид Ионин.

## В годы Великой Отечественной войны
В 1942 году окончил курсы «Выстрел». С ноября 1942 года в должности командира роты 90-го стрелкового полка 95-й стрелковой дивизии участвует в обороне Сталинграда. Был ранен, награждён медалью «За оборону Сталинграда».
За оборону Сталинграда 95-й стрелковой дивизии было присвоено наименование 75-й гвардейской, 90-й стрелковый полк стал 212-м гвардейским стрелковым полком.
Командуя 3-м батальоном 212-го гвардейского стрелкового полка, Г. П. Ионин участвует в Курской битве в районе Поныри-Ольховатка. «6.7.43 года его батальон провёл успешно наступательный бой с немецко-фашистскими войсками, отразив 8 ожесточенных атак противника, истребив 7 танков и одно орудие ПТО, 11 станковых пулемётов и до 600 солдат и офицеров.
В оборонительных боях батальон т. Ионина показал упорство и стойкость, удержал все свои огневые позиции». Гвардии капитан Ионин был награждён орденом Красного Знамени.
Осенью 1943 года 75-я гвардейская стрелковая дивизия в составе 30-го стрелкового корпуса 60-й армии ведёт бои за освобождение Украины. Под командованием капитана Ионина 3-й батальон 212-го стрелкового полка 22 сентября форсирует реку Десна, выходит на восточный берег Днепра и 24 сентября форсирует реку Днепр в районе сёл Глебовка и Ясногородка (Вышгородский район Киевской области) в 35 км севернее города Киев, ведёт тяжелые бои и удерживает плацдарм до подхода основных сил дивизии.
В представлении к награждению командир полка полковник Борисов М. С. так характеризовал Г. П. Ионина:

Тов. Ионин смелый и решительный командир. 22.9.43 г. у дер. Боденки днём под воздействием авиации противника исключительно с помощью подручных средств форсировал реку Десна.

24.9.43 г. тов. Ионин умело форсировал реку Днепр и с ходу вступил в бой с противником у дер. Ясногородка. Батальон т. Ионина 6 раз отбивал контратаки противника в рукопашных боях. Благодаря правильной организации, военного умения, сметки его подразделения удержали занятый рубеж, тем самым обеспечили плацдарм для развертывания военных операций на западном берегу Днепра.
Указом Президиума Верховного Совета СССР от 17 октября 1943 года за успешное форсировании реки Днепр севернее Киева, прочное закрепление плацдарма на западном берегу реки Днепр и проявленные при этом мужество и геройство гвардии капитану Ионину Григорию Петровичу присвоено звание Героя Советского Союза с вручением ордена Ленина и медали «Золотая Звезда».
В 1944 году в должности начальника штаба 241-го гвардейского стрелкового полка 75-й гвардейской стрелковой дивизии Г. П. Ионин был тяжело ранен, в результате чего потерял ногу и был демобилизован.
С 1944 года гвардии майор Ионин в запасе.

## В послевоенные годы
Работал в Омском областном комитете КПСС на должности заведующего отделом. В 1950 г. окончил Высшую партийную школу при ЦК КПСС, в 1957 г. — Академию общественных наук при ЦК КПСС.
Жил и работал в Москве. В 1968 году защитил диссертацию на соискание учёной степени кандидата исторических наук по теме «Партия большевиков в борьбе за усиление своего влияния в столичных Советах в период двоевластия (февраль - июль 1917 г.)». Преподавал историю КПСС в МАТИ — Московском авиационном технологическом институте им. К. Э. Циолковского. Ходил на протезе в следствии потери ноги в годы войны. Был строгим, но справедливым преподавателем. Студенты уважали ветерана.
Умер 30 ноября 1982 года. Гроб с телом был установлен в институте, в котором он преподавал, для прощания с Героем.
Похоронен в Москве на Ваганьковском кладбище (11 уч.).

## Награды
- Медаль «Золотая Звезда» № 3999 Героя Советского Союза (17.10.1943)[9]
- орден Ленина; (17.10.1943)[9]
- орден Красного Знамени; (04.08.1943)[9]
- орден Отечественной войны I степени
- медаль За оборону Сталинграда (30.05.1943)[10]

## Память
- На родине Героя в селе Усть-Чарышская Пристань Алтайского края установлен его бюст, одна из улиц названа его именем.
- Имя Ионина Г. П. увековечено на Мемориале Славы в г. Барнауле[11].